# Pěnkavči vrch
Pěnkavči vrch är ett berg i Tjeckien.   Det ligger i regionen Ústí nad Labem, i den norra delen av landet, 90 km norr om huvudstaden Prag. Toppen på Pěnkavči vrch är 792 meter över havet.
Terrängen runt Pěnkavči vrch är kuperad söderut, men norrut är den platt. Pěnkavči vrch är den högsta punkten i trakten. Runt Pěnkavči vrch är det ganska tätbefolkat, med 75 invånare per kvadratkilometer. Närmaste större samhälle är Varnsdorf, 7,1 km norr om Pěnkavči vrch. I omgivningarna runt Pěnkavči vrch växer i huvudsak blandskog.